# 견성군
견성군 이돈(甄城君 李惇, 1482년 ~ 1507년 11월 20일(음력 10월 16일))은 조선의 왕족으로, 성종의 7남이자 서6남이며, 어머니는 숙의 홍씨이다. 이복 동생인 중종 대에 이과의 모반에 연루되어 사사되었다. 시호는 경민(景愍)이다.

## 생애

### 출생
1482년(성종 13년), 성종(成宗)과 숙의 홍씨(淑儀 洪氏)의 셋째 아들로 태어났다.
출생년도와 생일에 대한 논란이 있는데, 국립고궁박물관은 관내 소장중인 1482년 5월 5일생의 왕자 수정(壽禎)의 태지석을 견성군의 태지석이라고 소개하고 있다. 견성군에게는 각각 1년 터울로 태어난 동복 형인 완원군(1480년 12월 29일생)과 회산군(1481년 12월 13일생)이 있기 때문에, 회산군이 태어나고 5개월 밖에 되지 않은 상태에서 견성군이 태어날 수가 없으므로, 왕자 수장의 태지석은 견성군의 태지석이 아닐 확률이 높다.

### 왕자 시절
1491년(성종 22년), 견성군(甄城君)에 책봉되었는데, 견성(甄城)은 전라도 전주(全州)의 별칭으로, '견훤의 도읍지'라는 뜻에서 유래하였다.
1494년(성종 25년), 신우호(申友灝)의 딸인 영양군부인(永陽郡夫人) 평산 신씨(平山 申氏)와 혼례를 올렸으며, 슬하에 2남 1녀를 두었다.
1503년(연산군 9년), 견성군과 견성군의 종인 금산(今山)이 거짓 문서를 예조에 바치고 잡역을 면제받으려 한 일과 관련하여 금부에서 금산을 잡아 국문하니, 연산군은 전교하여 견성군을 죄주라 하였다가 이내 자신의 뜻을 철회하고 견성군을 용서하였다.
1506년(연산군 12년) 견성군은 유은종(柳恩宗)의 집을 빼앗았는데 이에 불만을 품은 유은종이 술에 취해 그의 집 앞을 지나면서 '왜 남의 집을 빼앗느냐'고 묻자 견성군은 그를 모함하여 죽였다.
 
전교하기를,
"유은종(柳恩宗)을 백 리 밖에서 형을 집행하고, 이 뒤로 잡범 죄인은 이 규례대로 하라." 하였다.
 견성군 이돈(李惇)이 은종의 집을 빼앗고, 또 작은 집을 아울러 차지하려 하였다.
 은종이 분노를 품고 항상 술이 취하면 그의 문을 지나면서 ‘왜 남의 집을 빼앗는가? 하므로,
 견성군이 거짓을 꾸미어 아뢰니, 왕이 노하여 죽인 것이다.— 《연산군일기》 63권,
연산 12년(1506년 명 정덕(正德) 1년) 7월 6일 (계미)

중종반정 직후에는 특별히 정국원종공신 1등에도 책록되었다.

### 최후
1507년(중종 2년), 정국원종공신 전산군(全山君) 이과(李顆)의 모반사건에 연루되자 자신의 억울함을 호소하며 죄를 청했다.
 
견성군이 궐정에 이르러 아뢰기를,
"소신이 지극히 가까운 근친(近親)으로 불령(不逞)한 자의 입에 오르내렸으니,
 놀랍고 황송하기가 그지없습니다. 직을 버리고 대죄하기를 청합니다." 하고,
드디어 의관을 벗고 머리를 조아리며 통곡했다.
견성군에게 전교하기를,
"저들 무리가 저들끼리 소란을 피웠을 뿐이지 견성군이 어찌 알 일이겠는가?
 대죄하지 말라." 하였다.— 《중종실록》 3권,
중종 2년(1507년 명 정덕(正德) 2년) 8월 27일 (무술)

중종은 견성군을 형제의 정으로 비호하였으나 의정부, 종친, 육조 등 공신들은 견성군이 모의에 가담하지 않았다 하더라도 이들의 추대를 받았으니 도성 밖으로 내쫓을 것을 청하였다.
견성군은 강원도 간성에 유배되고, 이어 대신들의 극론으로 사사되었다. 그 뒤 역모에 가담하지 않았다는 사실이 인정되어 이듬해 신원되었다.

## 묘소
견성군의 묘역은 경기도 남양주시 별내동에 있다.
2014년 9월 30일 남양주시의 향토유적 제12호로 지정되었다. 묘역의 석물로는 묘표 1기와 문인석 1쌍, 상석, 혼유석, 동자석 1쌍, 망주석 1쌍이 있다. 모두 조성 당시의 석물로 원형이 잘 보존되어 있다. 봉분 앞쪽의 묘표는 원수방부(圓首方趺) 형태로, 비신의 전면에 "견성군지묘(甄城君之墓), 영양군부인 신씨 지묘(永陽郡夫人申氏之墓)"라는 비문이 있다.

## 가족 관계
| - 아버지 : 성종(成宗, 1457 ~ 1494) - 어머니 : 숙의 홍씨(淑儀 洪氏, 1457 ~ 1510) - 누나 : 혜숙옹주 수란(惠淑翁主 秀蘭, 1478 ~ ? ) - 형 : 완원군 수(完原君 𢢝, 1480 ~ 1509) - 형 : 회산군 념(檜山君 恬, 1481 ~ 1512) - 동생 : 정순옹주(靜順翁主, 1486 ~ ? ) - 동생 : 익양군 회(益陽君 懷, 1488 ~ 1552) - 동생 : 경명군 침(景明君 忱, 1489 ~ 1526) - 동생 : 운천군 인(雲川君 忄寅, 1490 ~ 1524) - 동생 : 양원군 희(楊原君 憘, 1492 ~ 1551) - 동생 : 정숙옹주 여란(靜淑翁主 如蘭, 1493 ~ 1573) | - 부인 : 영양군부인(永陽郡夫人) 평산 신씨(平山 申氏) - 봉사(奉事) 증찬성(贈贊成) 신우호(申友灝)의 딸 - 장남 : 완산군 수함(完山君 壽諴) - 자부 : 행대사성(行大司成) 이희보(李希輔)의 딸 평양 이씨 - 손자 : 선성군 흠(宣城君 欽, 1522 ~ ?) - 손자 : 평성부정 균(枰城副正 鈞, 1523 ~ ?) - 손자 : 여성군 석(驪城君 錫, 1525 ~ ?) - 손녀 : 이곤옥(李崑玉, 1533 ~ ?) - 손녀 : 이정옥(李貞玉, 1534 ~ ?) - 자부 : 측실(이름 미상) - 서손녀 : 이효옥(李孝玉, 1548 ~ ?) - 자부 : 측실(이름 미상) - 서손녀 : 이순옥(李舜玉, 1555 ~ ?) - 차남 : 계산군 수계(桂山君 壽誡) → 견성군의 형인 회산군에게 출계 - 장녀 : 이정묘(李丁卯, 1507 ~ ?) - 사위 : 동래 정씨 참군(參軍) 정수후(鄭守厚) - 외손녀 : 정가이(鄭加伊, 1518 ~ ?) - 외손녀 : 정욱이(鄭郁伊, 1521 ~ ?) |

## 같이 보기
- 견성군 - 한국학중앙연구원